# Mathew Moolakkattu
Mathew Moolakkattu OSB (Malayalam മാർ മാത്യു മൂലക്കാട്ട്; * 27. Februar 1953 in Uzhavoor) ist ein indischer Geistlicher und Erzbischof von Kottayam.

## Leben
Mathew Moolakkattu empfing am 27. Dezember 1978 die Priesterweihe, trat der Ordensgemeinschaft der Benediktiner bei und legte 1994 die Profess ab. Johannes Paul II. ernannte ihn am 6. November 1998 zum Weihbischof in Kottayam und Titularbischof von Hólar.
Die Bischofsweihe spendete ihm Papst Johannes Paul II. am 6. Januar des nächsten Jahres; Mitkonsekratoren waren Giovanni Battista Re, Substitut des Staatssekretariates, und Francesco Monterisi, Sekretär der Kongregation für die Bischöfe und des Kardinalskollegiums.
Am 29. August 2003 wurde er zum Koadjutorbischof von Kottayam ernannt. Mit der Erhebung zum Erzeparchie am 12. Mai 2005 wurde er zum Koadjutorerzbischof von Kottayam ernannt. Nach der Emeritierung Kuriakose Kunnacherrys folgte er ihm am 14. Januar 2006 als Erzbischof von Kottayam nach.